# Ливен, Карл Андреевич
Барон, потом граф (с 1799) и светлейший князь (с 1826) Карл Андре́евич Ли́вен (нем. Carl Christoph von Lieven; 1 февраля 1767 — 31 декабря 1844) — генерал от инфантерии, министр народного просвещения Российской империи, член Государственного совета Российской империи.

## Биография
Карл-Христофор фон Ливен происходил из древнейшего в Прибалтике дворянского рода Ливен, получившего в XVII веке баронское достоинство. Старший из четырёх сыновей генерал-майора барона Отто-Генриха-Андреаса (Андрея Романовича) фон Ливена (1726—1781) от брака с баронессой Шарлоттой Карловной фон Гаугребен (1743—1828), бывшей воспитательницей детей императора Павла I, в 1799 году возведённой с нисходящим потомством в графское, а в 1826 году — в княжеское достоинство Российской империи с титулом Светлости.
Получил домашнее образование. По желанию матери рано поступил на военную службу и принял участие в русско-шведской войне 1788—1790.
В 1791 году находился в Бессарабии в качестве адъютанта при штабе светлейшего князя Потёмкина.
В 1794 году участвовал в боевых действиях в Польше: командуя Тульским мушкетёрским полком, отличился при взятии Праги (предместье Варшавы).
Награждён 1 января 1795 года золотым оружием с надписью «За храбрость» и орденом Святого Георгия 4-го класса (№ 564 по кавалерскому списку Судравского и № 1135 по списку Григоровича-Степанова)
Во всемилостивейшем уважении на усердную службу и отличное мужество, оказанное 24-го октября при взятии приступом сильно укрепленного Варшавского предместия, именуемого Прага, где он со вверенным полком, выдержав перекрестные выстрелы, скоропостижно перешел ров и, опрокинув неприятеля, овладел валом, нанеся мятежникам великое поражение.
С 27.07.1797 — генерал-майор; 08.03.1799 произведён в генерал-лейтенанты, назначен командиром лейб-гвардии Преображенского полка.
27.07.1797—11.08.1798 — шеф Ряжского мушкетёрского полка.
23.11.1799—07.11.1801 — военный губернатор Архангельской губернии.
05.03.1800—03.07.1801 — шеф гарнизонного полка.
03.07.1801—27.12.1801 — шеф Архангельского гарнизонного полка.
В 1801 году вышел в отставку, поселился в своем курляндском имении Сентен, где проводил большую часть времени, занимаясь благотворительностью и сельским хозяйством, но не прерывая связей с высшими кругами столичного общества.
С 1817 года по 25 апреля 1828 года — попечитель Дерптского учебного округа. Хотя предшествующий жизненный и служебный опыт Ливена имел мало общего с его новыми обязанностями, он добросовестно трудился на посту попечителя. При нём Дерптский институт получил новый устав и обогатился приобретением ценных естественно-исторических коллекций; были открыты медицинский институт, педагогическо-филологическая и богословская семинарии; при содействии Ливена на различные кафедры университета были приглашены крупные ученые, организован ряд важных научных экспедиций; значительно увеличен контингент студентов университета.
В 1826 году назначен членом Государственного совета и в Верховный уголовный суд по делу декабристов.
20 декабря 1826 года избран почётным членом Петербургской академии наук.
2 октября 1827 года произведён в генералы от инфантерии.
С 25.04.1828 года по 18.03.1833 года — министр народного просвещения. В качестве министра не внёс ничего нового в систему управления народным образованием. Выступил против реформы календаря, указав в докладе Николаю I, что она могла бы «произвести нежелательные волнения и смущения умов».
Был инициатором создания «Евангельского библейского общества» (которое было «обломком» Российского библейского общества). Деятельность этого общества распространялась лишь на протестантское население Российской империи.
После отставки проживал в своём имении в Балгале, Тальсенский уезд, Курляндии, где и скончался на 78-м году жизни. Удостоен высших российских орденов — до ордена Святого Владимира 1-й степени включительно.
Современники считали Ливена человеком добрым, обходительным и мягким в общении, однако вспыльчивым, умевшим распознавать людей и находить в них своих помощников, обладавшим твердостью в достижении намеченных целей, ценившим науки и просвещение. Разделял религиозные идеи Моравских братьев.

## Награды
- Орден Святого Георгия 4-й степени за отличие при взятии Варшавы (01.01.1795)[4]
- Золотая шпага с надписью «За храбрость» (01.01.1795)
- Орден Святой Анны 2-й степени (15.05.1798)
- Орден Святого Иоанна Иерусалимского, командорский крест (21.12.1798)
- Орден Святой Анны 1-й степени (09.02.1799)
- Орден Святого Александра Невского (22.02.1819)
- Бриллиантовые знаки к ордену Святого Александра Невского (22.08.1826)
- Высочайший рескрипт (28.11.1827)
- Орден Святого Владимира 1-й степени (06.12.1829)
- Знак отличия беспорочной службы за XXX лет (21.09.1829)

## Семья
Был дважды женат:
1. жена с 06.03.1797 — баронесса Анна Елизавета Вильгельмина фон дер Остен-Сакен (1778—1818); у них 4 сына:
  - Андрей Карлович (1798—1856), генерал-майор;
  - Карл Карлович (1799—1881);
  - Александр Карлович (1801—1880), генерал от инфантерии, сенатор;
  - Фёдор Карлович (1803—1866).
2. жена с 23.08.1821 — графиня Екатериной Владимировной Ребиндер (ум. 15.11.1821), умерла от чахотки